# بالاخانه و ساباط اکبر غلامحسین
بالاخانه و ساباط اکبر غلامحسین مربوط به دوره زند است و در شهرستان خاتم، بخش مروست، دهستان هرابرجان، روستای ترکان واقع شده و این اثر در تاریخ ۱۶ دی ۱۳۸۷ با شمارهٔ ثبت ۲۴۴۲۰ به‌عنوان یکی از آثار ملی ایران به ثبت رسیده است.